# Vertrag von Fürstenwalde
Der Vertrag von Fürstenwalde vom 18. August 1373 war ein von Kaiser Karl IV. diktierter Vertrag, in dem der bisherige Kurfürst von Brandenburg, Otto V., „der Faule“, gegen eine Entschädigung von 500.000 Gulden und einigen Schlössern und Städten in der Oberpfalz auf die Herrschaftsrechte über die Mark Brandenburg zugunsten der Luxemburger verzichtete. Damit endete die rund 50-jährige Herrschaft der Wittelsbacher in Brandenburg.

## Hintergrund und Folgen

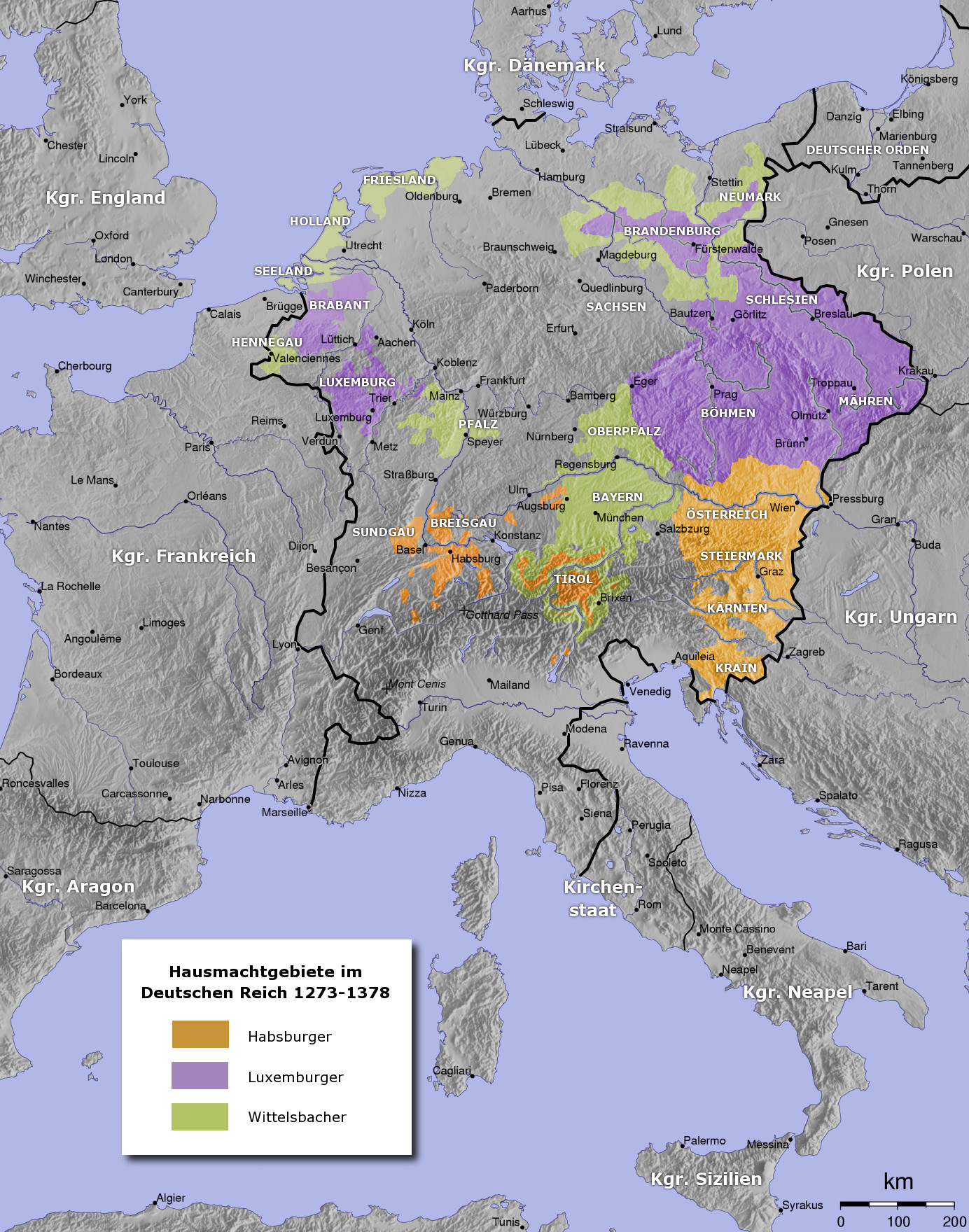
Das Heilige Römische Reich zur Zeit Karls IV.

Kaiser Karl IV. hatte seit Langem systematisch auf den Erwerb der Mark hingearbeitet. Der junge, politisch unerfahrene Otto erwies sich dabei kaum als ebenbürtiger Gegner, sondern tat zunächst wenig, um das Kurfürstentum den Wittelsbachern zu erhalten. Seit 1363 existierte ein wittelsbachisch-luxemburgischer Erbvertrag, der den Luxemburgern das Erbe des Kurfürstentums Brandenburg zusicherte, falls dessen wittelsbachische Herrscher kinderlos bleiben würden. Als Ottos älterer Bruder Ludwig der Römer 1365 starb und Otto dadurch die alleinige Herrschaft über die Mark Brandenburg erhielt, war er gerade 21 Jahre alt. Im Oktober desselben Jahres übertrug Otto Karl IV. die Verwaltung über Brandenburg für sechs Jahre, woraufhin Karl eine Reihe landfremder Räte und Hofbeamter an die Spree schickte. 1366 band Karl Otto auch verwandtschaftlich an sich, indem er ihn mit seiner Tochter Katharina von Luxemburg vermählte. In der Folge hielt sich Otto zunehmend am Prager Hof auf und kümmerte sich kaum mehr um die Regierung der Mark Brandenburg. 1367 erhielt Karl IV. die Niederlausitz als Pfandbesitz, was ein deutlicher Schritt hin zum Erwerb auch Brandenburgs darstellte. 1368 entfernte Otto während des zweiten Italienzugs des Kaisers 1368–69 die landfremden Räte und fand dabei Unterstützung beim Brandenburger Adel. Nach Ablauf der sechs Jahre zog Karl IV. mit einem Heer in die Mark, um seinen Herrschaftsanspruch zu verdeutlichen. Ein weiteres Mal erschien er nach einer kriegerischen Auseinandersetzung mit Otto und anschließendem Waffenstillstand von 1371 an der Spitze seiner Truppen im Jahr 1373 in der Mark, und nun sah sich Otto gezwungen, ganz auf die Mark zu verzichten. Da er sich aber mit seinen Verwandten, den kriegserfahrenen bayerischen Herzögen verbündet hatte, konnte er jedoch hohe Entschädigungen an Land und Geld durchsetzen, sowie auch die Kurstimme und das Erzkämmereramt bis an sein Lebensende. Sogar den Titel eines „Markgrafen von Brandenburg“ durfte er behalten.
Otto zog daraufhin nach Bayern auf die Burg Wolfstein an der Isar bei Landshut, wo er eine Liebesbeziehung mit einer Müllerin einging, während seine Gemahlin in Prag blieb. Karl hatte unterdessen sein Ziel erreicht. Mit Brandenburg fiel ihm auch eine weitere Kurstimme zu, die er zur Sicherung seiner Nachfolge im Reich bei der nächsten Königswahl benötigte.
1376 wurde, wie im Vertrag bestimmt, die Brandenburger Kurstimme bei der Wahl von Karls Sohn Wenzel aber noch durch Otto geführt. Außerdem war Brandenburg wichtig, um die von seinen böhmischen und schlesischen Besitzungen Richtung Ost- und Nordsee führenden Handelswege zu kontrollieren. Dafür gab Karl sein Projekt Böhmen nach Westen auszudehnen auf, seine zuvor erworbenen nordgauischen Besitzungen in der Oberpfalz gingen an Otto. Karl sorgte daher auch in der Folge für eine effiziente Verwaltung seiner neuen Erwerbung; er ließ Tangermünde ausbauen und die Besitzverhältnisse in der Mark durch das Landbuch von 1375 schriftlich festhalten. Die Mark Brandenburg blieb bis 1415/17 in Händen der Luxemburger, die sie dann unter Sigismund I. an den fränkischen Zweig der Hohenzollern vergaben.

## Nebenverträge und Erklärungen
Zu dem Überlassungs- und Entschädigungsvertrag gab es einige Nebenerklärungen beziehungsweise -Verträge. So enthält der Codex diplomaticus Brandenburgensis beispielsweise eine von Riedel wie folgt betitelte Verschreibung Karls IV., ausgestellt bereits am 17. August 1373: Kaiser Karl verschreibt dem Markgrafen Otto, daß ihm die Kur und das Erzkämmerer-Amt der abgetretenen Mark Brandenburg auf Lebenszeit verbleiben soll und daß des Kaisers Söhne den Titel Kurfürsten nicht führen dürfen. Darin heißt es unter anderem:

„W y r  K a r l, von gots gnaden R o m i ſ c h e r  K e y ſ e r, zu allen Zeiten Merer des Reichs vnd Kunig in Beheim, bekennen und thun kunt offenlich mit diesem Brieve […]. […] ſo das Er, dieweil er lebt, eyn Kurfürſte und Cammermeiſter des heyligen Reichs ſein ſulle, von vns, unſern Kinden und Erben vngehindert, vnd globen im in guten truwen […] vnd beſtellen, das ſich vnſer Kinder oder Erben kein Kurfürste oder Ertz Cammerer von der Marke zu Brandenburg wegen ſchreiben noch nennen sollen, […].“

In einer Erklärung vom 18. August 1373 verzichtete auch Ottos Neffe Friedrich von Bayern, den Otto als seinen Nachfolger vorgesehen hatte, auf alle Ansprüche an der Mark. Den Verzicht leistete er auch im Namen seines Vaters Stephan II. und seiner Brüder. Eine Urkunde Ottos vom 28. August 1373 überschreibt Riedel mit: Markgraf Otto verweiset alle Einwohner der Mark Brandenburg an den Kaiser und dessen Sohn Wenzel und giebt diesen Hasse von Wedel von Uchtenhagen zum Einweiser.

## Urkunden und Literatur

### Urkunden
Adolph Friedrich Riedel hat einige Dokumente und Erklärungen um den Verzicht Ottos V. im Codex diplomaticus Brandenburgensis zusammengestellt. Da der gesamte Codex in digitalisierter Form vorliegt, sind diese Urkunden und Quellen im Internet einsehbar:
- Codex diplomaticus Brandenburgensis, Zweiter Hauptteil, Band III, Berlin 1846, siehe Dokumente ab S. 8 sowie ggfs. den Bericht wegen des Ueberganges der Mark Brandenburg von Bayern an Böhmen ab S. 81.